# Теју (Долж)
Теју (рум. Teiu) насеље је у Румунији у округу Долж у општини Ородел. Oпштина се налази на надморској висини од 208 m.

## Становништво
Према подацима из 2002. године у насељу је живело 287 становника, од којих су сви румунске националности.